# 83式152mm自走榴弾砲
83式152mm自走榴弾砲（83しき152mmじそうりゅうだんほう、中国語: 83式152毫米自行加榴炮）は、中国の自走砲。その名称が示す通り、榴弾砲とカノン砲を兼ねる自走砲として設計されている。これは現代では一般的な設計であり、中国語においても83式152毫米自行榴弹炮と表記されることもある。

## 開発
開発は1970年代後半に開始された。その設計がいずれに範を採ったかには諸説ある。M109 155mm自走榴弾砲に倣うとするもの、2S3アカーツィヤ 152mm自走榴弾砲のコピーとするものなどがあるが、完成した車両は牽引式の66式152mm加榴砲と321式多用途車両を組み合わせたものと考えられている。
ハルビン市の第674設計所による開発は、1978年末には形をなし、1980年2月には試作車による公試を開始、1981年7月には結果を反映した新型の試作車を投入して試験を続け、1983年11月に制式化された。この間、チチハル市の第127設計所が半自動装填装置を開発し、嘉興市の第5318設計所が照準装置を開発するなど、他の設計所による開発も行われていた。

## 特徴
520馬力の4ストロークディーゼルエンジンで駆動する履帯には6つの転輪を持ち、最高時速55kmを発揮可能である。
主砲の仰角は62度、射程は17.2km（通常弾）、21.5km（射程延伸弾）。携行弾数は砲塔と車体の合計で30発、これを最高で毎分5発発射可能である。1990年代に入っての改装で、レーザー誘導砲弾の使用も可能となった。
副武装として12.7mm重機関銃を砲塔上に、同軸機関銃として7.62mm機関銃を装備する他、砲塔上に69式40mm対戦車ロケットランチャーを追加可能である。

## 運用
1984年10月1日、北京での35周年記念パレードで公開された。1個大隊は18両で編成されていた。
1988年から50両がイラクに輸出されたが、1990年までの生産数は78両に留まっている。

## 派生型
派生型ではないが、89式120mm自走対戦車砲が同じ台車を使用している。